# Comuna Denhî, Zolotonoșa
Denhî (în ucraineană Деньги) este o comună în raionul Zolotonoșa, regiunea Cerkasî, Ucraina, formată din satele Denhî (reședința) și Hvîlovo-Sorociîn.

## Demografie
Componența lingvistică a comunei Denhî
     Ucraineană (95,8%)
     Rusă (3,3%)
     Alte limbi (0,42%)
Conform recensământului din 2001, majoritatea populației comunei Denhî era vorbitoare de ucraineană (95,8%), existând în minoritate și vorbitori de rusă (3,3%).